# Sclerolaena
Genre
Classification phylogénétique
Le genre Sclerolaena regroupe des plantes de la famille des Chenopodiaceae selon la classification classique de Cronquist (1981), ou des Amaranthaceae selon la classification phylogénétique.

## Liste d'espèces
- Sclerolaena bicornis
- Sclerolaena cornishiana
- Sclerolaena diacantha
- Sclerolaena longicuspis
- Sclerolaena obliquicuspis